# District de Yama
Le district de Yama (耶麻郡, Yama-gun) est un district de la préfecture de Fukushima au Japon.
Au 1er octobre 2014, sa population était de 28 221 habitants pour une superficie de 986,76 km2.

## Communes du district
- Bourgs :
  - Bandai
  - Inawashiro
  - Nishiaizu
- Village:
  - Kitashiobara

## Éléments géographiques remarquables
- Le volcan actif Bandai-san (en sommeil depuis plus d'un siècle)